# Лёвенгейм, Леопольд
Леопо́льд Лё́венгейм (иногда встречаются транскрипции Лёвенхейм или Лёвенхайм, нем. Leopold Löwenheim, 1878—1957) — немецкий математик. Внёс важный вклад в математическую логику.

## Биография и научная деятельность
Родился в 1878 году в Крефельде в семье учителя математики. Окончил среднюю школу в 1896 году. Учился в Берлинском университете (1896—1901), одновременно посещал Высшую техническую школе в Шарлоттенбурге. Далее работал учителем в Берлине. В 1904 году принят старшим преподавателем гимназии в Берлин-Лихтенберге. С 1906 года — член Берлинского математического общества.
В 1915—1916 годах принимал участие в Первой мировой войне, что не помешало ему в этот период работать в области логики. В течение одиннадцати лет (1908—1919 годы) Лёвенгейм опубликовал ряд важных статей. Важнейшим научным достижением учёного стала теорема Лёвенгейма — Скулема (1915), которая часто считается отправной точкой для теории моделей.
После захвата власти в Германии  нацистами (1933) Лёвенгейм был вынужден уйти в отставку, потому что по Нюрнбергским расовым законам он считался только на три четверти арийцем. В 1943 году все его неопубликованные рукописи были уничтожены во время бомбардировки Берлина. Тем не менее, он пережил Вторую Мировую войну, после чего возобновил преподавание математики.

## Главные труды
- Leopold Löwenheim. Über das Auflösungsproblem im logischen Klassenkalkül (нем.) // Sitzungsberichte der Berliner mathematischen Gesellschaft : magazin. — 1908. — Bd. 7. — S. 89—94.
- Leopold Löwenheim. Über die Auflösung von Gleichungen im logischen Gebietekalkül (нем.) // Mathematische Annalen : magazin. — 1910. — Bd. 68. — S. 169—207.
- Leopold Löwenheim. Über Transformationen im Gebietekalkül (неопр.) // Mathematische Annalen. — 1913. — Т. 73. — С. 245—272.
- Leopold Löwenheim. Über Möglichkeiten im Relativkalkül (неопр.) // Mathematische Annalen. — 1915. — Т. 76. — С. 447—470.
- Leopold Löwenheim. Über eine Erweiterung des Gebietekalküls,  welche auch die gewöhnliche Algebra umfaßt (нем.) // Archiv für systematische Philosophie : magazin. — 1915. — Bd. 21. — S. 137—148.
- Leopold Löwenheim. Einkleidung der Mathematik in Schröderschen Relativkalkül (нем.) // Journal of Symbolic Logic[англ.] : magazin. — 1940. — Bd. 5. — S. 1—15. — doi:10.2307/2269177. — JSTOR 2269177.
- Leopold Löwenheim. On Making Indirect Proofs Direct (неопр.) // Scripta mathematica. — 1946. — Т. 12. — С. 125—147..